# Vittorio Gnecchi

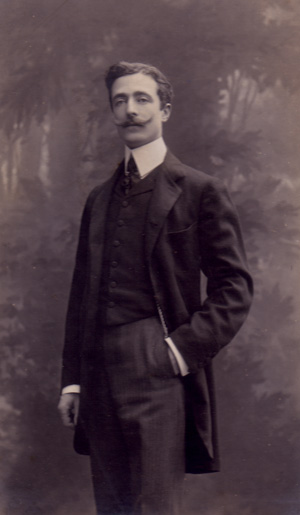
Vittorio Gnecchi

Vittorio Gnecchi (* 17. Juli 1876 in Mailand; † 5. Februar 1954 ebenda) war ein italienischer Komponist.

## Leben
Gnecchi wurde als Sohn eines reichen Industriellen geboren. Durch diesen Umstand finanziell abgesichert, genoss er ein Privatstudium unter anderem bei Michele Saladino, der auch Lehrer von Pietro Mascagni und Victor de Sabata war. Bereits neunzehnjährig erzielte er mit seiner „azione pastorale“ Virtù d’amore einen großen Erfolg und konnte den renommierten Giulio Ricordi als Verleger gewinnen. Das nächste Werk des Komponisten war die Oper Cassandra, deren Libretto aus dem Themenkreis der Orestie er zunächst selbst umriss, dann aber in die Hände des Librettisten Luigi Illica geben konnte. Cassandra war 1903 vollendet, kam am 5. Dezember 1905 im Teatro Comunale di Bologna unter Arturo Toscanini zur Uraufführung und wurde erneut von Ricordi verlegt. Kurz nachdem 1909 Richard Strauss’ Oper Elektra uraufgeführt war, erschien in Italien ein Artikel des Musikwissenschaftlers Giovanni Tebaldini namens Telepatia Musicale. Darin wird Gnecchis Cassandra mit Elektra verglichen, und Tebaldini sah Übereinstimmungen in den Werken. Manche nahmen daraufhin an, Strauss könnte plagiiert haben. Der Aufruhr, den der Artikel verursachte, verhinderte weitere erfolgreiche Produktionen der Cassandra, denn niemand wollte den arrivierten Strauss kompromittieren. Gnecchi, der sich zu dem Fall nie geäußert hat, haftete dieser Affront zeitlebens an.
Gnecchis nächste Oper La Rosiera datiert erst 1927 und wurde gefolgt von dem Ballett Atlanta (1929). Zu späten Ehren gelangte der Komponist bei den Salzburger Festspielen, wo einige seiner Werke gegeben wurden und wo die Cantata Biblica (1934), die Missa Salisburgensis (1935) und eine bereits 1914 ebenfalls nach einem Libretto Illicas begonnene und fast vierzig Jahre später vollendete Oper Giuditta (Judith, 1953) zur Uraufführung kamen.
Vittorio Gnecchi starb am 5. Februar 1954 in Mailand.